# Karl Cerrini de Monte Varchi

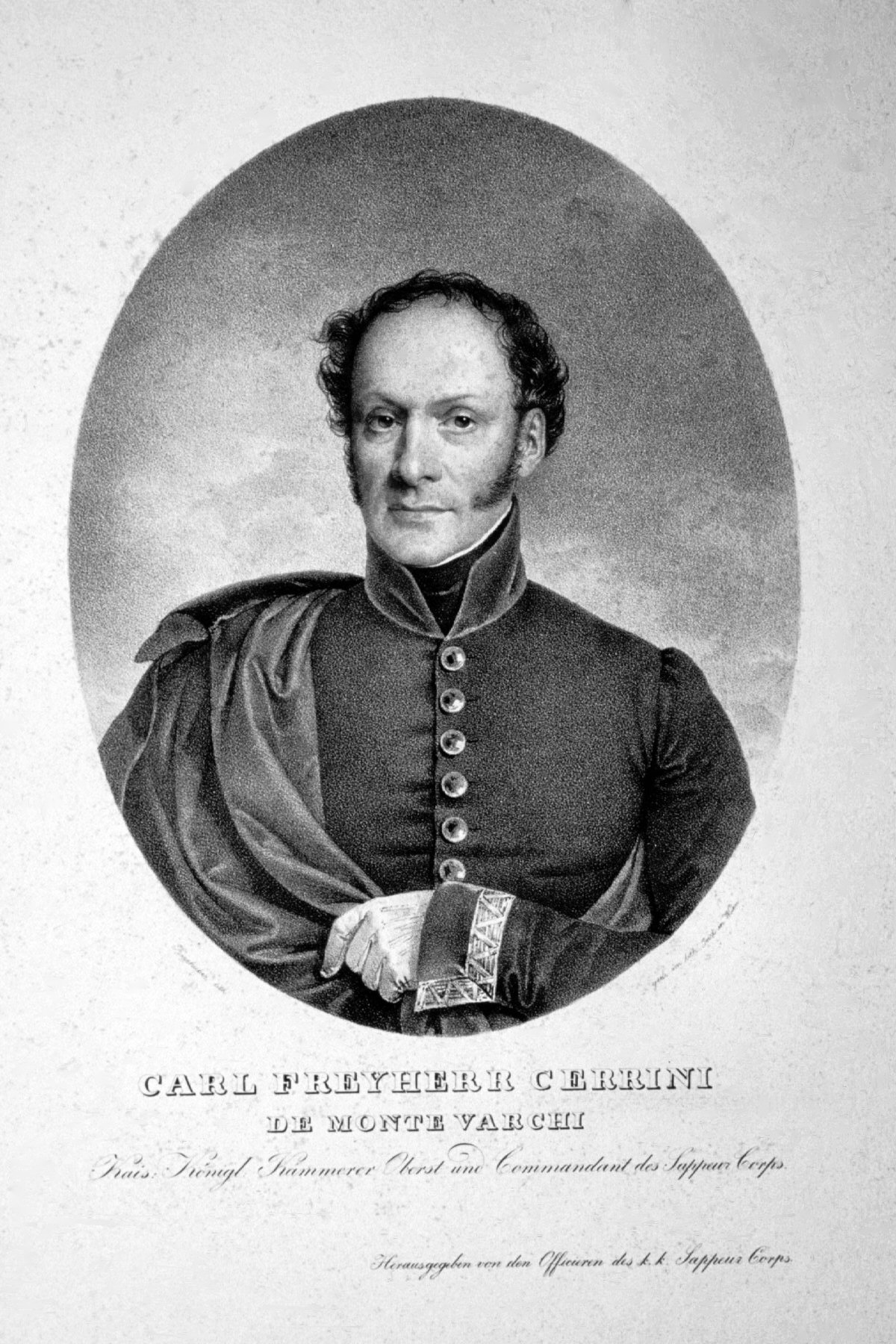
Karl Cerrini de Monte Varchi

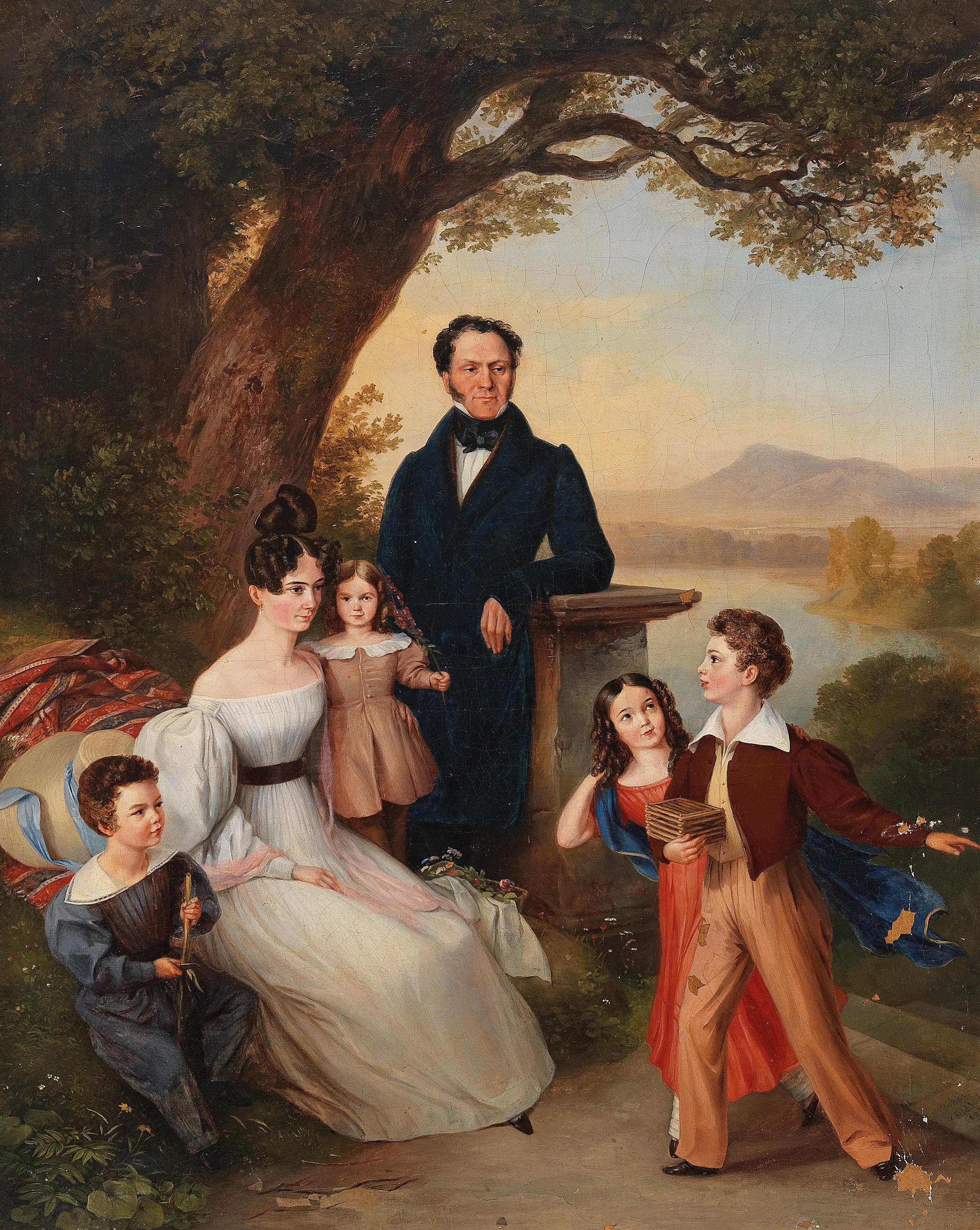
Karl Cerrini mit seiner Familie (1832)

Karl Freiherr Cerrini de Monte Varchi, seit 1838 Graf Cerrini de Monte Varchi (* 9. Oktober 1777 in Raab (Ungarn); † 6. Januar 1840) war ein österreich-ungarischer Generalmajor.

## Leben

### Herkunft
Er entstammte einer altadeligen florentinischen Familie, aus der Fabrizio Cerrini 1671 nach Österreich übersiedelte und Stammvater einer österreichischen und einer sächsischen Linie wurde. Sein Vater Joseph Cerrini de Monte Varchi (1743–1809) wurde in den Freiherrnstand erhoben und starb 1809 als Feldmarschallleutnant. Die Mutter war Donna Isabella de Andrade. Seine Schwester Maria Anna war seit 1804 mit dem nachmaligen General Paul von Wernhardt verheiratet und seit 1806 Mutter seines Neffen Stefan von Wernhardt, seit 1852 Feldmarschallleutnant.
Der Oberkommandeur der Sächsischen Armee Clemens Cerrini de Monte Varchi war sein Vetter.

### Karriere
Karl Cerrini war seit dem 10. Mai 1825 Herr und Landmann in der Steiermark. Weiters war er Mitglied der steiermärkischen Landwirtschaftsgesellschaft, k. und k. Generalmajor im Geniekorps, sowie k. u. k. Kämmerer, Geheimer Rat und Obersthofmeister bei den Söhnen des Erzherzogs Karl in Wien. So war seit 1836 der nachmalige Vizeadmiral und Marine-Oberkommandant Friedrich von Österreich (1821–1847) und der nachmalige Feldzeugmeister Wilhelm von Österreich (1827–1894) unter seiner ersten Aufsicht erzogen worden.
Am 14. August, Diplom vom 20. November 1838, wurde ihm zu Wien der Grafenstand der österreichischen Erblande verliehen.
Ehe er den Rang eines Generalmajors erlangte, war er bereits Kaiserlich-Königlicher Kämmerer, Oberst und Kommandeur des Sappeurkorps.
Auch war Cerrini Mitglied des Vereines zur Beförderung der bildenden Künste in Wien.

### Familie

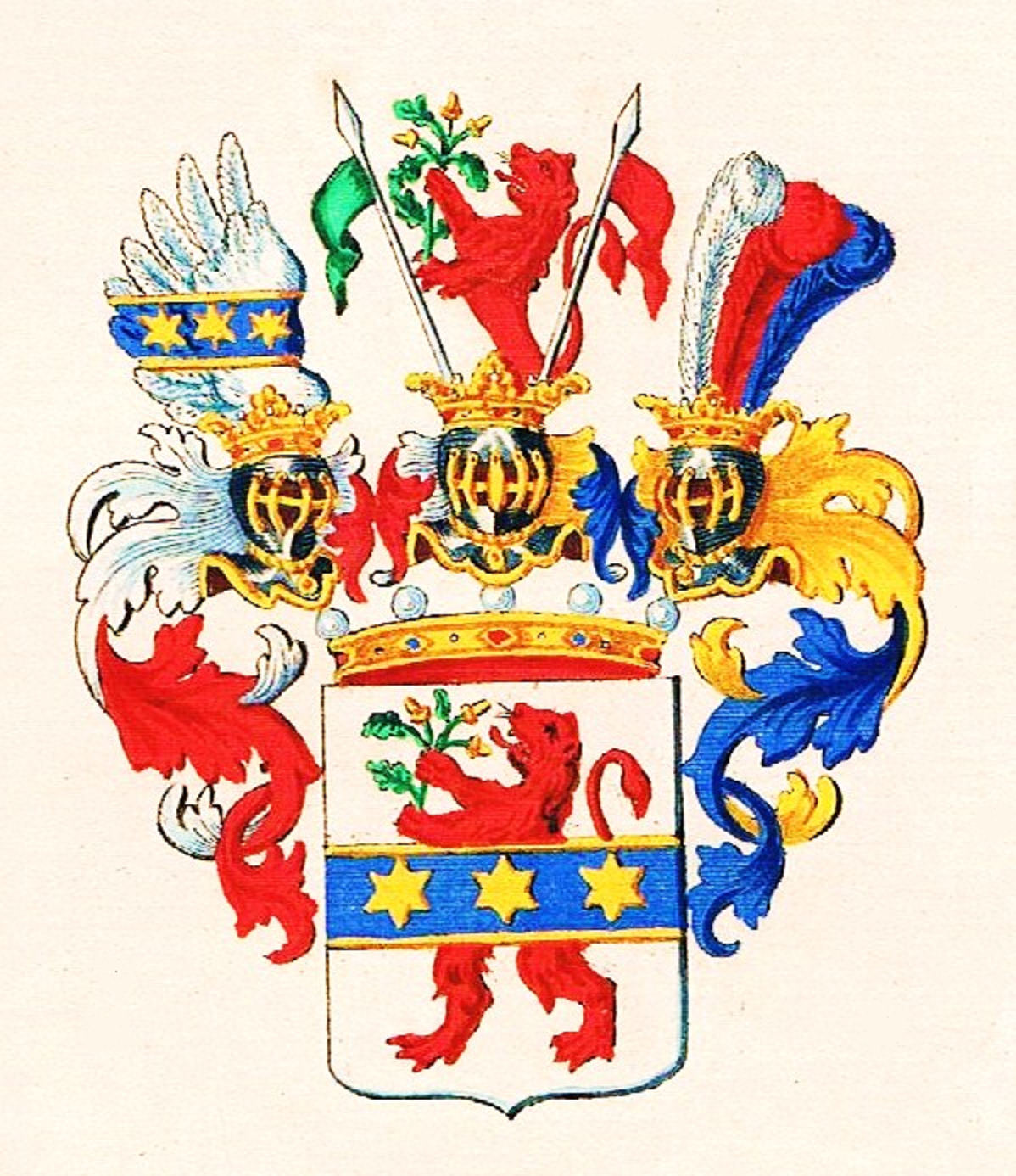
Freiherrliches Familienwappen

Am 24. Juni 1822 heiratete Karl Cerrini de Monte Varchi die Komtess Karolina von Khuenburg (1802–1883). Die Tochter des Grafen Alois von Khuenburg, Sternkreuzordensdame, lebte als Witwe in Wien und wurde 1870 Erbin des Schlosses Khuenburg in Tamsweg und des Schlosses Ottersbach in Großklein.
Von ihren vier Söhnen dienten drei im k. k. Militär.
- Alois (* 1823), k. k. Bezirkskommissär 2. Klasse
- Bertha (1825–1885), seit 1844 vermählt mit Freiherr Anton Bernhard Heinrich Peter Wucherer von Huldenfeld, Fideikommissbesitzer, Kämmerer, Ratsbeamter zu Graz (neun Kinder, darunter Karl Alois Wucherer von Huldenfeld (1845–1914))
- Clemens (* 1826)
- Karl Ludwig (* 1829)
- Edmund (1832–1889), K.K. Kämmerer und Oberstleutnant. Mit seinem Tod ist der Stamm erloschen.[12]